# Camila Valle
Camila Valle, född 7 juli 1995, är en peruansk roddare.
Valle tävlade för Peru vid olympiska sommarspelen 2016 i Rio de Janeiro, där hon slutade på 31:a plats i singelsculler.